# Хонобод
Хонобод (также Ханабад)— крупное село в Исфаринском районе Согдийской области Республики Таджикистан. Расположено в предгорьях Туркестанского хребта в Ферганской долине.
Численность населения 9614 чел. Имеется 1 общеобразовательная школы, 1 больница и 1 колхоз, который в свою очередь включает в себя несколько десятков дехканских хозяйств. В основном, выращивают все виды овощных, бахчевых и фруктовых культур. Люди в основном занимаются сельским хозяйством, торговлей и животноводством.
Система управления считается централизованным (Сельсовет).